# イヴァン・ボフーン (小型揚陸艦)
U421 イヴァン・ボフーン(ウクライナ語:U421 Іван Богунイヴァーン・ボフーン)は、ウクライナのエアクッション小型揚陸艦(Малий десантний корабель на повітряній подушці)である。艦名の由来となったイヴァン・ボフーンはウクライナ・コサックの連隊長で、ヘーチマン国家の建設に功のあったウクライナの英雄である。ロシア語名はイヴァン・ボグーン(Иван Богунイヴァーン・バグーン)である。

## 概要

### 建造
イヴァン・ボフーンは、12322号計画「ズーブル」型エアクッション小型揚陸艦の1艦として建造された。開発はソ連時代に開始され、ウクライナ・ソヴィエト社会主義共和国・クリミア自治共和国の都市フェオドーシヤにあったモーレ・フェオドーシヤ造船所の第305工場で建造された。
フェオドーシヤでは12322型6 隻の建造が計画されており、1991年のソビエト連邦の崩壊の時点でMDK-57、MDK-123、MDK-93の3 隻は竣工、残る3 隻は建造中であった。
1991年8月24日にウクライナが独立すると、建造中であった3 隻の揚陸艦はウクライナに接収された。第304工場で建造中であった艦は、1993年にドネーツィクとして竣工、ウクライナ海軍に編入された。残る2 隻の内、工事の進捗具合の最も遅かった6番艦は建造中止となった。
一方、第305工場で建造されていた5番艦はイヴァン・ボフーンと呼ばれるようになったが、経済的な理由から一時建造を停止され、完成度92 %で保管常態に入れられた。その後7年、この艦はギリシャへ売却されることが決まり、取敢えずウクライナ海軍に納入するため建造が再開されることになった。ウクライナでは当初、同型艦のホールリウカの転売を考えていたが、この艦は予想以上に痛みが激しく、急遽建造途中の5番艦を流用することとなったものであった。イヴァン・ボフーンは2000年12月9日に進水し、翌2001年2月3日に竣工した。艦は正式にU421 イヴァン・ボフーンと命名され、正式にウクライナ海軍に編入された。

### ギリシャへの売却
艦はすぐにギリシャ艦籍に移譲され、艦名もイオニア諸島のイタキ島に因んでL181 イタキ (L181 Ιθάκηイサキ)に改められた。竣工後、イタキはムィコラーイウにおいて搭載する5 基のガスタービンエンジンの再検査を受けた。2月16日には、イタキは自力航行型積載輸送プラットフォームTP-400に格納された。この海上輸送機械によってサラミスまで輸送されたイタキは、ピレウスにて最終調整を受けた。2001年2月17日にはギリシャの軍艦旗を掲げ、3月2日に正式にギリシャ海軍へ編入された。

### 性能
動力機関は10000 馬力級のガスタービンエンジンMT-70が5 基搭載され、水上最大63 knの高速力を獲得していた。その内2 基は浮揚用で、3 機が機動に用いられた。
艦は小型ながらも、ウクライナ陸軍の主となっているT-80UDクラスの戦車を3 輌輸送できた。この他、PT-76水陸両用軽戦車ならば6 輌、BTR-70/80水陸両用装甲兵員輸送車ならば8 輌輸送できた。
イヴァン・ボフーンは小型艦であったが、最低限の電子装備は搭載されていた。レーダーは「ポズィディーウ」と「ブラクィーチ」が搭載された。通信装置は「ブラーン」が搭載された。
また、イヴァン・ボフーンには、揚陸作戦時における敵の干渉を排除するため、攻撃的な自衛システムが装備されていた。まず、個艦防空用の艦対空ミサイルシステムとしては、携行式防空ミサイル9K310-1「ホールカ1M」が搭載された。これは、4 基の発射装置に対し、赤外線誘導式ミサイル弾体32 発が用意されていた。これに加え、艦には30 mm多砲身機関砲2 基が搭載された。これは、MR-123-02「ヴィーンペル」管制レーダーによって統御される近接防禦火器システムであった。一方、陸上・海上への火力制圧のためには、強力なロケット弾斉射システムRS-30「ヴォゴーニ」が搭載された。これは140 mm無誘導式ロケット弾の発射システムで、艦には22管からなる発射装置(ロケットランチャー)MS-227を2 基備えていた。弾体は、OF-45またはZZh-45の132 発とされる。このシステムは、射撃管制装置DVU-3によって統御された。